# ザ・ガール ヒッチコックに囚われた女
『ザ・ガール ヒッチコックに囚われた女』（ザ・ガール ヒッチコックにとらわれたおんな、The Girl）は、2012年のアメリカ・イギリス・南アフリカ合作のテレビ映画。監督はジュリアン・ジャロルド、出演はトビー・ジョーンズとシエナ・ミラーなど。アルフレッド・ヒッチコック監督による女優ティッピ・ヘドレンに対するセクハラを描いている。原作はドナルド・スポトの書籍『Spellbound by Beauty: Alfred Hitchcock and His Leading Ladies』。ただし、本作で描かれている内容については異論もある（詳細は英語版ウィキペディアの該当箇所を参照）。
2012年10月6日にハンプトン国際映画祭で上映された後、アメリカではHBO、イギリスではBBC Twoで放送された。日本では2013年にスター・チャンネルとWOWOWで放送された。

## ストーリー
新作映画『鳥』の準備を進めていたヒッチコックは、妻アルマの勧めもあり、テレビコマーシャルに出演していた金髪のモデル、ティッピ・ヘドレンを主演に起用する。無名のモデルで演技経験のない彼女を主演に大抜擢したばかりか、7年もの専属契約を結んだことに脚本家のハンターは難色を示すが、ヒッチコックの意思は固い。
モデルとして10年以上の経験があり、性的な嫌がらせには慣れていたヘドレンは、はじめのうち、ヒッチコックの自分への「好意」を軽くかわしていたものの、撮影が進むにつれて強まって行く執着ぶりに戸惑いを覚えるようになる。そして、ある日の撮影終了後、車の中でヒッチコックに強引にキスされ、そこから逃げ出したヘドレンは、それ以降、ヒッチコックにより過酷な撮影を強いられるようになる。心身ともに追いつめられたヘドレンは、一時は撮影を休止せざるを得ないほどの深刻な状態に陥るが、気丈にも現場に復帰し、見事に『鳥』を完成させると、作品への評価とともに一躍スターの仲間入りを果たす。
ヒッチコックの次の作品『マーニー』でも主演を務めることになったヘドレンに対するヒッチコックの執着は一段と増して行く。ヘドレンはヒッチコックに対して、『マーニー』の主人公同様の頑なで冷たい態度を取り続けるが、冷たくされればされるほどにヒッチコックの執着は強まって行く。あまりの執着ぶりに、ヒッチコックの長年の「パートナー」でもあった妻アルマも家を出て行ってしまう。映画の主人公とヘドレンを重ね合わせるヒッチコックは、失恋の痛手に激しく打ちのめされつつも、権力で彼女を支配し、契約で縛り付けようとする。しかし、ヘドレンは女優としてのキャリアを全て捨てる覚悟で、『マーニー』を最後にヒッチコックと縁を切ることを決める。そして『マーニー』はクランクアップを迎える。

## キャスト
- ティッピ・ヘドレン: シエナ・ミラー
- アルフレッド・ヒッチコック: トビー・ジョーンズ
- アルマ・レヴィル・ヒッチコック: イメルダ・スタウントン - ヒッチコックの妻で映画制作のパートナー。
- エヴァン・ハンター: コンラッド・ケンプ - 映画『鳥』の脚本家。
- ペギー・ロバートソン: ペネロープ・ウィルトン - ヒッチコックのアシスタント（秘書）。

## 評価
| 賞                         | 部門                                   | 候補               | 結果       |
| -------------------------- | -------------------------------------- | ------------------ | ---------- |
| 第17回サテライト賞         | ミニシリーズ・テレビ映画部門主演女優賞 | シエナ・ミラー     | ノミネート |
| 第70回ゴールデングローブ賞 | ミニシリーズ・テレビ映画賞             |                    | ノミネート |
| 第70回ゴールデングローブ賞 | ミニシリーズ・テレビ映画部門主演男優賞 | トビー・ジョーンズ | ノミネート |
| 第70回ゴールデングローブ賞 | ミニシリーズ・テレビ映画部門主演女優賞 | シエナ・ミラー     | ノミネート |